# 瀬戸内町立池地中学校
瀬戸内町立池地中学校（せとうちちょうりついけじちゅうがっこう）は、鹿児島県大島郡瀬戸内町請島の町立中学校。
池地小中学校として、瀬戸内町立池地小学校と一体的な運営がなされている。

## 概要
- 創立110年以上経過している。
- デイゴの木がシンボルとなっている。
- 児童数の減少により2014年度に休校となったが、2017年度に児童2人が転入・入学した事により小学校が再開した。[2]

## 卒業後の進路
- 中学校卒業後は、町内の鹿児島県立古仁屋高等学校や、奄美大島の高校などに進学する。